# Castell'Anselmo
Castell'Anselmo è una frazione del comune italiano di Collesalvetti, nella provincia di Livorno, in Toscana.

## Storia
Situato su un colle della valle della Tora, l'abitato prende il nome da un tale Anselmo, che lo ebbe in feudo da Giovanni, vescovo di Pisa, nel IX secolo; nell'XI secolo era noto come Castell'Anselmo.
Nel 1432, a seguito di una ribellione, il castello fu distrutto dai fiorentini.
Esisteva già all'epoca una chiesa dedicata alla natività della Madonna, che probabilmente era sorta intorno al Trecento.
Nel 1552, a seguito di una pestilenza che decimò la popolazione, la chiesa fu unità a quella di Luciana.
Una nuova chiesa fu eretta solo nella prima metà dell'Ottocento; l'edificio fu compiuto nel 1868 con l'aggiunta della cappella del Sacramento.
All'inizio del Novecento Castell'Anselmo contava 600 abitanti e disponeva inoltre di una scuola pubblica.

## Monumenti e luoghi d'interesse
- Chiesa di Santa Maria Assunta e San Lorenzo
- Mansio di Torretta Vecchia